# Jan Teeuwen
 Jan Teeuwen (Leiden, 25 januari 1937) is een voormalig Nederlands voetballer die tijdens zijn profloopbaan uitsluitend voor VVV uitkwam.

## Loopbaan
Na een overplaatsing door zijn werkgever (Riedel) naar Venlo liet Teeuwen zich in 1959 overschrijven van LVV Lugdunum naar VVV. Daar speelde hij aanvankelijk in het tweede elftal. Vanwege een blessure van Ton van den Hurk debuteerde hij op 20 augustus 1961 in het eerste elftal in een met 1-3 verloren thuiswedstrijd tegen PSV. Na vier seizoenen in Venlo en een half jaar bij SV Blerick keerde de robuuste centrumverdediger in 1964 terug naar Leiden waar hij nog jarenlang voor diverse amateurclubs speelde.

## Profstatistieken
| Seizoen         | Club            | Competitie      | Competitie | Competitie | Beker | Beker | Intertoto | Intertoto | Totaal | Totaal |
| Seizoen         | Club            | Competitie      | Wed.       | Dlp.       | Wed.  | Dlp.  | Wed.      | Dlp.      | Wed.   | Dlp.   |
| --------------- | --------------- | --------------- | ---------- | ---------- | ----- | ----- | --------- | --------- | ------ | ------ |
| 1959/60         | VVV             | Eredivisie      | 0          | 0          | —     | —     | —         | —         | 0      | 0      |
| 1960/61         | VVV             | Eredivisie      | 0          | 0          | 0     | 0     | —         | —         | 0      | 0      |
| 1961/62         | VVV             | Eredivisie      | 10         | 0          | 1     | 0     | 0         | 0         | 11     | 0      |
| 1962/63         | VVV             | Eerste divisie  | 17         | 0          | 2     | 0     | —         | —         | 19     | 0      |
| Carrière totaal | Carrière totaal | Carrière totaal | 27         | 0          | 3     | 0     | 0         | 0         | 30     | 0      |